# Neurodégénerescence associée à la pantothénate kinase
La neurodégénerescence associée à la pantothénate kinase est une dégénérescence cérébrale par accumulation de fer dans les noyaux gris centraux.
Les premiers signes apparaissent avant l'âge de 10 ans et comprennent une dystonie, une rigidité musculaire et une choréo-athétose. Les autres signes associés sont des troubles du langage et une rétinite pigmentaire. La perte de l'autonomie survient avant 15 ans.
Dans 25 % des cas, la maladie survient après 10 ans et les troubles du langage, les troubles psychiatriques sont souvent au premier plan. La progression de la maladie est plus lente. La perte de l'autonomie survient beaucoup plus tardivement.
Avant l'apparition de l'imagerie à résonance magnétique, le diagnostic était souvent fait à l'autopsie. En IRM, on trouve l'aspect décrit comme des yeux de tigre qui a toujours été retrouvé chez les individus porteurs d'une mutation du gène PANK2 responsable de cette maladie.

## Sources
- (en) Jason Coryell, Allison Gregory, Susan J Hayflick, Pantothenate Kinase-Associated Neurodegeneration In GeneTests: Medical Genetics Information Resource (database online). Copyright, University of Washington, Seattle. 1993-2005